# Glasbach (Fischbach)
Der Glasbach oder Vorderbach ist der rechte Oberlauf des Fischbachs im Schwarzwald-Baar-Kreis. Er fließt durchwegs etwa ostwärts, längstenteils durch das Gebiet der Gemeinde Königsfeld im Schwarzwald, und vereint sich in der Gemeinde Niedereschach mit dem linken Eschbach. Da der Glasbach länger und wasserreicher als der Eschbach ist, der Fischbach wiederum der stärkere Bach am Zusammenfluss mit der Eschach ist und die Eschach bei der Mündung in den Neckar wiederum mehr Wasser führt als dieser, ist der Glasbach der hydrologische Hauptquellast des Neckarsystems. 

## Geographie

### Verlauf
Der Glasbach entspringt am zu Königsfeld im Schwarzwald gehörenden Zinken Brogen auf einer Höhe von 863 m ü. NHN. Von dort fließt er in östliche Richtung durch das Landschaftsschutzgebiet Glasbachtal, passiert mehrere Mühlen und Einzelgehöfte, die Ruine Waldau und die Ortschaft Burgberg. Unterhalb von Burgberg durchfließt der Bach das Waldstück Pfarrwald und vereinigt sich in der Ortschaft Fischbach mit dem Eschbach zum Fischbach.
Der 12,5 km lange Lauf des Glasbachs endet 218 Höhenmeter unterhalb seiner Quelle, er hat somit ein mittleres Sohlgefälle von etwa 18 ‰.

### Einzugsgebiet
Das Einzugsgebiet ist ca. 26,3 km² groß. Der höchste Punkt liegt ganz im Westen auf wenig über 896 m ü. NHN auf dem Brogen in der Gemarkung Langenschiltach.

### Zuflüsse
Liste der direkten Zuflüsse von der Quelle zur Mündung. Ohne Mühlkanäle.
- Mönchhofbächle, von links und Norden auf 730,3 m ü. NHN[LUBW 3] in den Mühlkanal Königsfeld-Mühllehen, 1,1 km[LUBW 1] und 1,2 km²[LUBW 4]
- Roggenbächle, von rechts und Westsüdwesten auf etwa 715 m ü. NHN[LUBW 5] in den Mühlkanal Königsfeld-Schlossmühle, 3,1 km[LUBW 1] und 3,4 km²[LUBW 6]
- Hühnerbach, nach dem einzugsgebietsreicheren Oberlauf auch Hörnlebach, von rechts und Südwesten auf etwa 690 m ü. NHN[LUBW 5] in Königsfeld-Burgberg, 5,0 km[LUBW 1] mit dem längeren linken Oberlauf Hühnerbach und 7,9 km²[LUBW 2]

## Geologie
Im Einzugsgebiet des Glasbachs steht überall der Buntsandstein des östlichen Schwarzwaldrandes an. Der Bach beginnt seinen Lauf wenig unter dem Oberen und tief sich relativ schnell bis in den Unteren Buntsandstein ein. Etwa zwischen Mühllehen und der Schlossmühle durchquert der Bach einen tektonischen Graben, nach welchem der Talgrund wiederum im Unteren Buntsandstein liegt. Zuletzt kehrt er am untersten Lauf in den Oberen Buntsandstein zurück, in dem er auch mündet.

## Schutzgebiete
Der Glasbach fließt zwischen Brogen und Mönchshof durch das Landschaftsschutzgebiet Glasbachtal und durch das FFH-Gebiet Baar, Eschach und Südostschwarzwald. Bei der Ruine Waldau fließt er durch das gleichnamige Landschaftsschutzgebiet. Der gesamte Bachlauf liegt im Naturpark Südschwarzwald.

### LUBW
Amtliche Online-Gewässerkarte mit passendem Ausschnitt und den hier benutzten Layern: Lauf und Einzugsgebiet des Glasbachs

Allgemeiner Einstieg ohne Voreinstellungen und Layer: Daten- und Kartendienst der Landesanstalt für Umwelt Baden-Württemberg (LUBW) (Hinweise)
1. 1 2 3 4  Länge nach dem Layer Gewässernetz (AWGN).
2. 1 2  Einzugsgebiet aufsummiert aus den Teileinzugsgebieten nach dem Layer Basiseinzugsgebiet (AWGN).
3. ↑  Höhe nach grauer Beschriftung auf dem Hintergrundlayer Topographische Karte.
4. ↑  Einzugsgebiet nach dem Layer Basiseinzugsgebiet (AWGN) für ein nur wenig größeres Einzugsgebiet, dessen überständige Anteile auf dem Hintergrundlayer Topographische Karte abgemessen und abgezogen wurden.
5. 1 2  Höhe nach dem Höhenlinienbild auf dem Hintergrundlayer Topographische Karte.
6. ↑  Einzugsgebiet nach dem Layer Basiseinzugsgebiet (AWGN).

### Andere Belege
1. ↑  Friedrich Huttenlocher: Geographische Landesaufnahme: Die naturräumlichen Einheiten auf Blatt 178 Sigmaringen. Bundesanstalt für Landeskunde, Bad Godesberg 1959. → Online-Karte (PDF; 4,3 MB)
2. ↑  Geologie nach den Layern zu Geologische Karte 1:50.000 auf: Mapserver des Landesamtes für Geologie, Rohstoffe und Bergbau (LGRB) (Hinweise)